# NGC 7696
NGC 7696 este o galaxie situată în constelația Peștii. A fost descoperită în 14 noiembrie 1863 de către Albert Marth. Se află la o distanță de 77,03 de megaparseci de Pământ.